# Eleição presidencial do Brasil em 2022 no Ceará
A eleição presidencial no Brasil em 2022 foi realizada em dois turnos, nos dias 2 e 30 de outubro, o primeiro e o último domingo de outubro, respectivamente, como parte das eleições gerais deste ano.No Ceará, Luiz Inácio Lula da Silva foi o mais votado, tendo alcançado quase 70% dos votos válidos no 2º Turno, Ciro Gomes, ex-Governador do estado, acabou apenas em 3º com 6,80% dos votos válidos, tendo desta vez não alcançado maioria em nenhum município cearense, já Lula conseguiu o contrário e ganhou em todos os municípios do estado em ambos os turnos e foi o estado de pior desempenho da senadora Simone Tebet.
Resultado para presidente
Conforme o TSE, foram computados 5.628.610 votos, sendo 72.246 votos em branco e 127.100 em nulo no 1º turno, foram computados 5.649.398 votos, sendo 67.045 votos em branco e 139.985 em nulo no 2º turno, sendo este o resultado do 1º turno no estado:
| Candidato                      | Votos     | Porcentagem |
| ------------------------------ | --------- | ----------- |
| Luiz Inácio Lula da Silva (PT) | 3.578.355 | 65,91%      |
| Jair Messias Bolsonaro (PL)    | 1.377.827 | 25,38%      |
| Ciro Ferreira Gomes (PDT)      | 369.222   | 6,80%       |
| Simone Nassar Tebet (MDB)      | 66.214    | 1,22%       |